# … und morgen war Krieg
… und morgen war Krieg ist ein sowjetischer Spielfilm von Juri Kara aus dem Jahr 1987.

## Handlung
Die Sowjetunion im Jahr 1940: Eine Schule in der Provinz erhält mit Nikolai Grigorjewitsch Romachin einen neuen Schulleiter. Er verteilt die Klassenzuordnung der einzelnen Etagen neu, lässt in den Toilettenräumen der Mädchen Spiegel aufhängen und versammelt die Schüler am Ende des Schultages vor dem Schulgebäude, um mit ihnen zur Ziehharmonika revolutionäre Lieder zu singen. Die Klassenlehrerin der 9b, Walentina Andronowna, sieht all dies mit Argwohn und Ablehnung, ist sie doch strenge Verfechterin der Ideale des Kommunismus und der Maximen der Partei. Auch die Schülerin der 9b und Komsomolsekretärin Iskra Poljakowa hält unter anderem unter Einfluss ihrer Mutter streng an den Idealen fest und ist zum Beispiel entsetzt, als auf einer Geburtstagsfeier ihre Mitschülerin und Freundin Wika Verse des Dichters Sergei Jessenin vorliest. Der gilt als Kulakendichter, der nur Alkoholkonsum und Ausschweifungen thematisiert. Wika gibt ihr das Buch, damit sie sich ein eigenes Bild schaffe, habe sie Jessenin doch noch nie gelesen.
Unter Einfluss des neuen Direktors und Wikas Vater, dem angesehenen Flugzeugbauer Ljuberezki, beginnt Iskra langsam, Dinge zu hinterfragen. Dies stößt auf den Unwillen der Mutter, der sich Iskra zunehmend widersetzt, und der Klassenlehrerin. Die Klassenlehrerin denunziert Ljuberezki als Liberalen, der verhaftet wird. Bald gilt Ljuberezki unter den Schülern als Feind des Volkes, Gerüchte machen die Runde. Wika wiederum soll sich nun öffentlich von ihrem Vater lossagen, weigert sich jedoch. Iskra wiederum ist nicht bereit, als Komsomolsekretärin ein Untersuchungsverfahren einzuleiten, in dem entschieden werden soll, ob Wika weiterhin eine Komsomolze sein darf. Als Walentina Andronowna sie unter Druck setzt, bricht Iskra zusammen und wird von Romachin aus dem Raum getragen.
Wika, Iskra und ihre Schulkameraden verbringen einen Ausflug zusammen, auf dem Georgi Landis und Wika sich ihre Liebe gestehen. Am nächsten Tag soll Wika vor dem einberufenen Untersuchungsausschuss aussagen, doch erscheint nicht. Walentina Andronowna bezeichnet sie vor der Klasse als Feigling, Mitschülerin Sina soll sie von zu Hause holen. Sina jedoch erscheint nach einiger Zeit verstört und berichtet, dass Wika Selbstmord begangen habe. Der den Selbstmord untersuchende Polizist führt die Tat auf psychische Probleme zurück.
Iskra organisiert mit ihren Mitschülern die Bestattung Wikas. Schuldirektor Romachin hält an Wikas Grab eine Rede gegen Gleichgültigkeit und starren Fanatismus, Iskra verliest den letzten Brief, den Wika ihr vor ihrem Selbstmord schrieb. Darin beschreibt Wika unter anderem, dass sie sich von ihrem Vater lossagen sollte, dies jedoch nicht könne. Während Iskra ihre Mutter, die sie für ihre Rede am Grab mit einem Gürtel züchigen will, in ihre Schranken weist, hat Romachins Rede den Ausschluss aus der Partei zur Folge. Eines Tages kehrt Ljuberezki zurück. Georgi Landis bricht zusammen und auch Iskra ist fassungslos. Die Schüler gehen geschlossen zu Ljuberezki, um ihm von den letzten Tagen in Wikas Leben und auch über die Beerdigung zu berichten. Sina schiebt alles Unglück in diesem Jahr darauf, dass es ein Schaltjahr war. Das nächste Jahr 1941 werde gewiss besser – draußen marschieren Soldaten vorbei, wenig später ist Krieg.
Im Epilog berichtet der Erzähler, dass zahlreiche Schüler der 9b im Krieg umkamen: der Pilot Georgi Landis erhielt postum den Titel „Held der Sowjetunion“, Artjom Schefer und Pascha Ostaptschuk starben während des Krieges, während Iskra, die während der Besatzungszeit Verbindungsperson im vom ehemaligen Schulleiter geleiteten antifaschistischen Untergrund war, von den Deutschen gefangen und zusammen mit ihrer Mutter gehängt wurde.

## Produktion

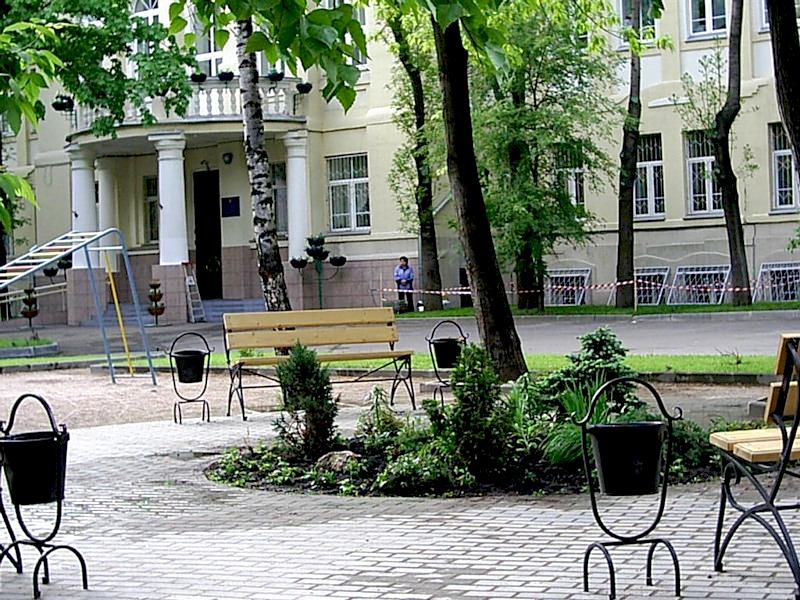
Die Moskauer Schule 175, ein Drehort des Films

… und morgen war Krieg beruht auf dem Roman Morgen war Krieg von Boris Wassiljew, der auch das Drehbuch des Films verfasste. Das Schulgebäude im Film fand man in der Schule № 175 in Moskau, vor dessen Portal unter anderem die Aufnahmen des mit den Schülern musizierenden Schuldirektors nach Schulschluss entstanden.
Der Film erlebte im November 1987 seine Premiere in der Sowjetunion und kam am 4. November 1988 in die Kinos der DDR sowie am 25. Mai 1989 in die Kinos der Bundesrepublik. Erstmals lief der Film am 9. Mai 1990 auf DFF 1 im deutschen Fernsehen. Icestorm brachte … und morgen war Krieg im Oktober 2005 im Rahmen der Reihe Russische Klassiker auf DVD heraus.
Die Filmmusik von … und morgen war Krieg beinhaltet neben klassischen Kompositionen von Antonio Vivaldi auch Originalmusik aus den 1930er-Jahren. Der am Filmende kurz bevorstehende Krieg wird mit dem Lied Der heilige Krieg angedeutet. Der Film ist Sergei Gerassimow gewidmet. Es war das Leinwanddebüt von Natalja Negoda, die im Film die Schülerin Sina spielt. Ihre Filmmutter Jelena Moltschenko hat in Wirklichkeit das gleiche Alter wie Negoda. Die Teile des Films, in denen die Schüler außerhalb unmittelbarer Zwänge der Partei stehen, darunter Szenen in Ljuberezkis Wohnung und die des Ausflugs der Schüler am Tag vor Wikas Selbstmord, wurden in Farbe gedreht, der Rest in Schwarzweiß.

## Verbot in der DDR
Zeitgleich mit dem Verbot der sowjetischen Zeitschrift Sputnik wies am 18. November 1988 der stellvertretende Minister für Kultur der DDR Horst Pehnert an, dass der Film … und morgen war Krieg sowie vier weitere Filme, die seit drei Wochen im Rahmen des „Festivals des sowjetischen Films“ in den Kinos liefen, sofort abzusetzen seien.

## Synchronisation
Den Dialog der DEFA-Synchronisation schrieb Heinz Nitzsche, die Regie übernahm Michael Englberger.
| Rolle         | Darsteller             | Synchronsprecher           |
| ------------- | ---------------------- | -------------------------- |
| Schuldirektor | Sergei Nikonenko       | Klaus Piontek              |
| Valendra      | Wera Alentowa          | Irmelin Krause             |
| Ljuberezki    | Wladimir Samanski      | Otto Mellies               |
| Iskras Mutter | Nina Ruslanowa         | Katharina Lind             |
| Iskra         | Irina Tscheritschenko  | Silvia Mißbach             |
| Wika          | Julija Tarchowa        | Juana-Maria von Jascheroff |
| Sina          | Natalja Negoda         | Rahel Ohm                  |
| Artjom        | Sergei Stoljarow       | Holm Gärtner               |
| Landis        | Rodion Owtschinnikow   | Michael Pan                |
| Stameskin     | Gennadi Frolow         | Gunnar Helm                |
| Ostaptschuk   | Wladislaw Demtschenko: | Asad Schwarz               |

## Kritik
Für den Filmdienst war … und morgen war Krieg ein „leise inszeniertes Drama, das lange Jahre in den Regalen sowjetischer Zensoren verschwunden war. Das Plädoyer für innere und äußere Freiheit des Menschen ist zwar stellenweise haarscharf am melodramatischen Pathos typischer Sowjet-Produktionen jener Jahre entlang inszeniert, läßt aber neben der explizit politischen Aussage auch menschliche Zwischentöne zur Geltung kommen.“
Cinema zählte den Film „zu den Schlüsselwerken der frühen Glasnost-Zeit“ und nannte ihn ein „bewegendes Drama über wahre Helden“.

## Auszeichnungen (Auswahl)
… und morgen war Krieg wurde 1987 auf der Semana Internacional de Cine de Valladolid mit der Goldenen Ähre ausgezeichnet. Nina Ruslanowa, die im Film Iskras Mutter spielt, erhielt 1988 unter anderem für ihre Rolle in … und morgen war Krieg die Nika als beste Darstellerin.